# Chronique anglo-saxonne
Vous lisez un « bon article » labellisé en 2008.

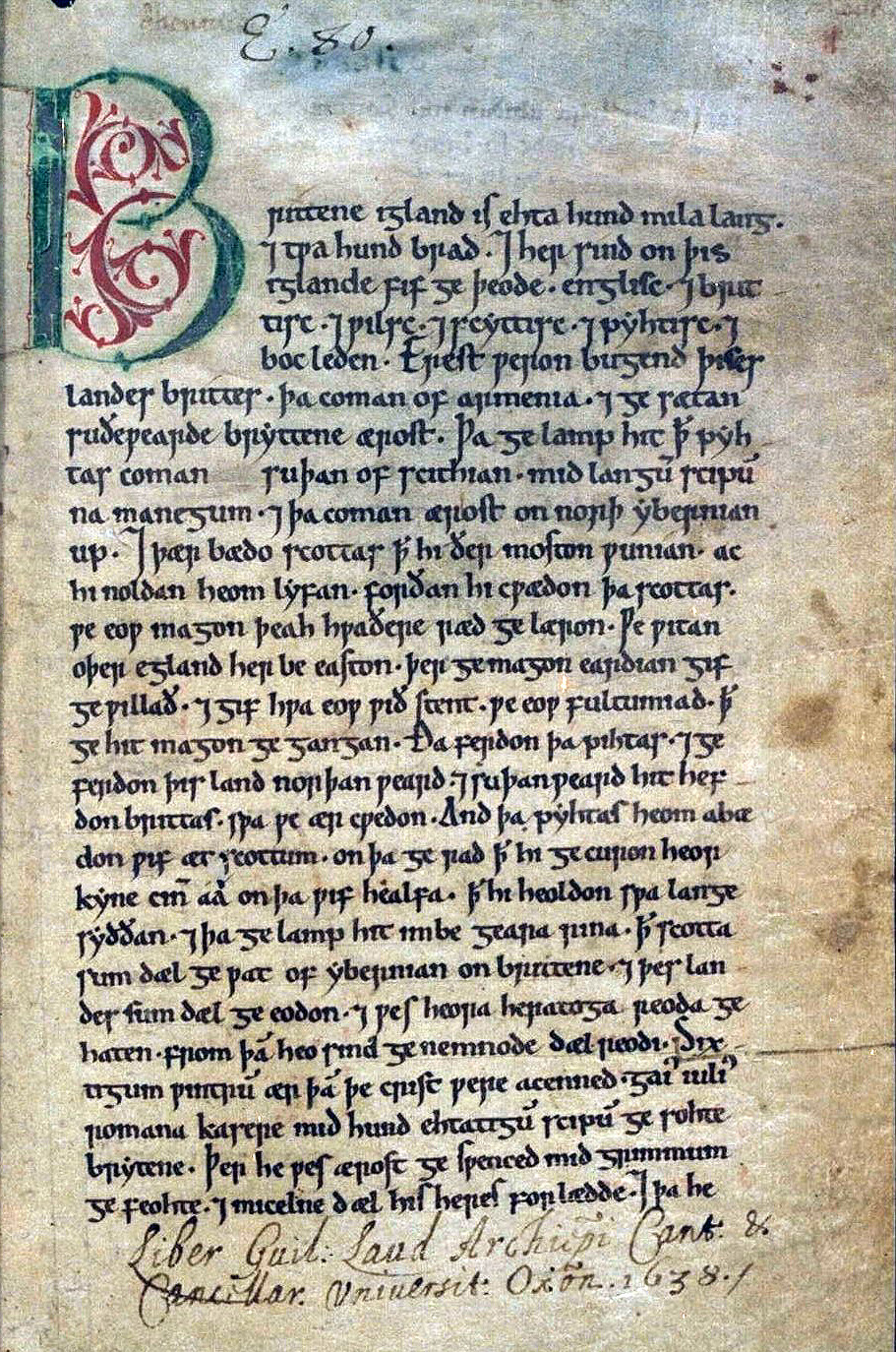
La première page de la Chronique de Peterborough.

La Chronique anglo-saxonne (anglais : Anglo-Saxon Chronicle) est un ensemble d'annales en vieil anglais relatant l'histoire des Anglo-Saxons. Leur rédaction débute dans le royaume de Wessex sous le règne d'Alfred le Grand, à la fin du IXe siècle. De multiples copies des annales sont distribuées aux monastères d'Angleterre et ensuite mises à jour indépendamment les unes des autres.
Le manuscrit original de la Chronique est perdu, mais il en subsiste neuf copies dont l'état de conservation et l'importance historique varient. La rédaction de la plus ancienne copie subsistante semble avoir débuté vers la fin du règne d'Alfred, tandis que la plus récente est composée à l'abbaye de Peterborough au début du XIIe siècle et mise à jour jusqu'en 1154. Les différentes copies de la Chronique reflètent souvent les intérêts et les biais des abbayes où elles ont été rédigées. Il leur arrive de faire preuve de partialité dans leur récit, voire d'omettre complètement certains événements. Certaines se contredisent également entre elles.
Malgré ces problèmes, la Chronique constitue la principale source historique pour la période comprise entre l'abandon de la Bretagne par les Romains en 410 et la conquête normande de l'Angleterre en 1066 : une grande partie des informations présentes dans la Chronique n'apparaît nulle part ailleurs. Elle est également une source importante pour l'histoire de la langue anglaise, le corpus principal étant rédigé en vieil anglais et non en latin, tandis que la fin du texte de la « Chronique de Peterborough » constitue l'un des plus anciens exemples connus de moyen anglais.
Sept des neuf manuscrits subsistants de la Chronique anglo-saxonne sont conservés à la British Library. Les deux autres se trouvent à Oxford et Cambridge.

## Origines

### Date et lieu

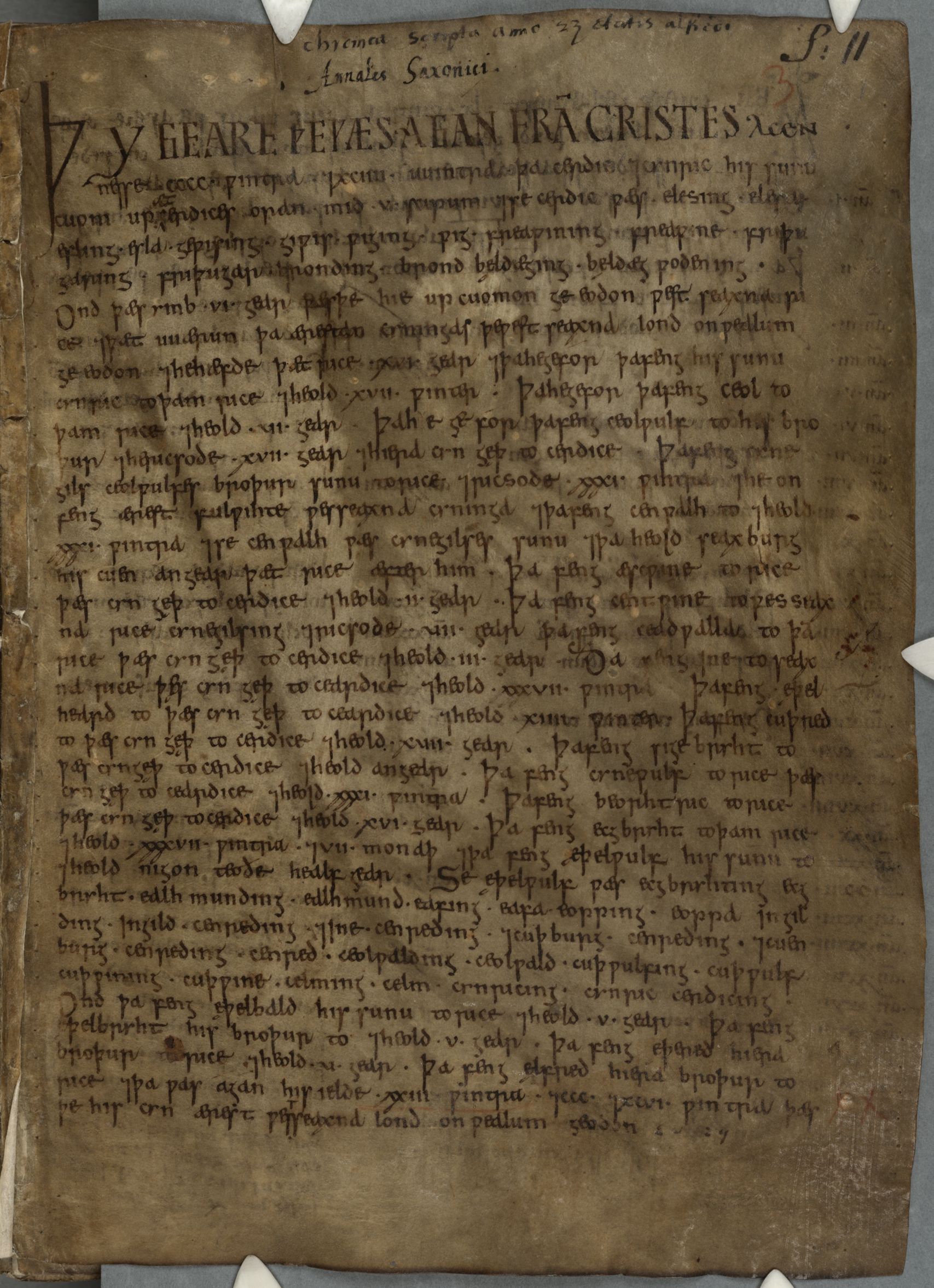
Une page de la Chronique de Winchester, montrant la préface généalogique.

Étant donné que tous les manuscrits connus de la Chronique anglo-saxonne sont des copies, la date et le lieu de composition de la version originale du texte sont incertains. L'hypothèse la plus répandue veut que la première version de la Chronique ait été rédigée par un scribe du Wessex vers la fin du IXe siècle. Plusieurs copies de cette Chronique originale sont ensuite réalisées et distribuées à des monastères. Par la suite, des copies supplémentaires sont produites à destination d'autres monastères ou pour remplacer des exemplaires perdus. Certaines versions sont mises à jour indépendamment les unes des autres. Les manuscrits qui subsistent font partie de ces copies tardives.
La date de rédaction des annales originales est difficile à estimer, mais elle est couramment située sous le règne d'Alfred le Grand, roi du Wessex de 871 à 899. Célèbre pour avoir organisé la défense de son royaume contre les Vikings, Alfred s'efforce également de raviver le savoir et la culture, notamment en encourageant l'usage du vieil anglais à l'écrit. La compilation de la Chronique et sa distribution dans plusieurs centres culturels d'Angleterre sont peut-être le fruit des réformes d'Alfred.
Le plus ancien manuscrit existant, la Chronique de Winchester, est rédigé par un seul scribe jusqu'à l'année 891. Dans la marge de la ligne suivante, il écrit encore « DCCCXCII » (892), mais la suite du manuscrit est l'œuvre d'autres scribes. Il faut peut-être en déduire que la rédaction de la Chronique s'est produite au plus tard en 892. Cette hypothèse est corroborée par l'évêque Asser, qui emploie une version de la Chronique dans son Histoire du Roi Alfred, écrite en 893. En revanche, puisque le manuscrit de Winchester est au moins une copie de troisième main de la Chronique originale, rien ne permet d'affirmer que c'est à Winchester que la Chronique a été compilée.

### Sources
Les sources de la Chronique anglo-saxonne sont multiples. Ainsi, l'entrée pour 755, qui décrit comment Cynewulf s'empare du trône du Wessex au détriment de Sigeberht, est nettement plus longue et dramatique que les entrées adjacentes, ce qui laisse à penser que le scribe s'est appuyé sur une source de type saga. Les entrées concernant le premier siècle de l'ère chrétienne proviennent vraisemblablement d'une petite encyclopédie de l'histoire du monde telle qu'il en circulait à la fin du IXe siècle, tandis que le résumé chronologique de l'Histoire ecclésiastique du peuple anglais de Bède le Vénérable sert aussi de source. Les dates et généalogies des rois de Northumbrie et de Mercie, ainsi que la liste d'évêques du Wessex, proviennent probablement de sources distinctes. L'entrée pour 661 mentionne une bataille livrée par Cenwalh « à Pâques », précision qui laisse supposer l'existence d'une source contemporaine des événements sur laquelle le compilateur de la Chronique s'est appuyé.
Des annales commencent à être tenues au Wessex dès le VIIe siècle. Les annales rassemblées sous le règne d'Alfred pour servir de matériau à la Chronique anglo-saxonne concernent tout particulièrement l'histoire des Ouest-Saxons, mais elles s'intéressent également au Kent, aux Saxons du Sud et à la Mercie. La tradition annalistique anglo-saxonne trouve ses origines dans les tables pascales, des tableaux conçus pour aider le clergé à déterminer la date des fêtes des années à venir. Elles prennent la forme de tableaux remplis d'informations astronomiques, qu'il est possible de compléter en indiquant brièvement les événements survenus lors d'une année donnée, afin de la distinguer plus facilement des autres. Au fur et à mesure, les descriptions d'événements occupent une place de plus en plus importante. Les annales les plus tardives, notamment celles rédigées par des contemporains, peuvent ainsi atteindre une longueur considérable.

## Manuscrits

### Liste des manuscrits

Carte d'Angleterre montrant les lieux où ont été rédigées les différentes versions connues de la Chronique, et où elles se trouvent actuellement.

Il subsiste neuf manuscrits de la Chronique anglo-saxonne, tous rédigés à l'encre sur du parchemin. Sept d'entre eux, réunis au sein de la bibliothèque Cotton par le collectionneur Robert Bruce Cotton, sont conservés à la British Library, à Londres, tandis que les universités de Cambridge et d'Oxford se partagent les deux autres.
Par convention, les lettres de A à I sont employées pour faire référence aux différentes copies de la Chronique. Ce système est développé par le philologue Benjamin Thorpe dans son édition de la Chronique publiée en 1861, qui présente le texte de six des manuscrits en six colonnes, numérotées de A à F. En suivant cet exemple, les trois autres manuscrits sont souvent appelés G, H et I.

Parmi les neuf manuscrits de la Chronique, sept sont entièrement rédigés en vieil anglais. Le manuscrit F, l'« épitomé bilingue de Cantorbéry », présente la traduction latine de chaque annale après le texte en vieil anglais. Le manuscrit E, la « Chronique de Peterborough » est également en vieil anglais, mais la dernière annale, qui décrit l'année 1154, est rédigée dans une forme primitive de moyen anglais. 
| Version      | Nom                                                                                               | Localisation                       | Cote du manuscrit      | En ligne |
| ------------ | ------------------------------------------------------------------------------------------------- | ---------------------------------- | ---------------------- | -------- |
| A            | The Parker Chronicle ou The Winchester Chronicle (Chronique de Parker ou Chronique de Winchester) | Corpus Christi College (Cambridge) | CCCC 173               | oui      |
| B            | The Abingdon Chronicle I (Chronique d'Abingdon I)                                                 | British Library (Londres)          | Cotton Tiberius A.vi   | oui      |
| C            | The Abingdon Chronicle II (Chronique d'Abingdon II)                                               | British Library (Londres)          | Cotton Tiberius B.i    | oui      |
| D            | The Worcester Chronicle (Chronique de Worcester)                                                  | British Library (Londres)          | Cotton Tiberius B.iv   | oui      |
| E            | The Laud Chronicle ou The Peterborough Chronicle (Chronique de Laud ou Chronique de Peterborough) | Bodleian Library (Oxford)          | Laud 636               | oui      |
| F            | The Bilingual Canterbury Epitome (Épitomé bilingue de Cantorbéry)                                 | British Library (Londres)          | Cotton Domitian A.viii | oui      |
| G ou A² ou W | Copie de la Winchester Chronicle                                                                  | British Library (Londres)          | Cotton Otho B.xi, 2    | non      |
| H            | Cottonian Fragment (Fragment cottonien)                                                           | British Library (Londres)          | Cotton Domitian A.ix   | non      |
| I            | An Easter Table Chronicle (Chronique d'une table de Pâques)                                       | British Library (Londres)          | Cotton Caligula A.xv   | oui      |

### [A] LaChronique de Winchester
La version A de la Chronique anglo-saxonne occupe les folios 1 à 32 du manuscrit 173 de la bibliothèque Parker, conservée au Corpus Christi College de l'université de Cambridge. C'est le plus ancien manuscrit de la Chronique encore existant : sa rédaction commence vers la fin du règne d'Alfred, au Old Minster de Winchester. Le premier scribe commence par une généalogie d'Alfred, puis copie les annales s'étendant entre 60 av. J.-C. et 891. Les entrées suivantes sont l'œuvre d'une série de scribes, tout au long du Xe siècle. Le huitième scribe, qui rédige les années 925 à 955, travaille clairement à Winchester même : ses entrées présentent des événements survenus dans la ville, et il utilise le nom commun ceaster, « cité », pour faire référence à Winchester. Il se distingue également par son laconisme : ses annales sont brèves et vont à l'essentiel. Le texte du manuscrit diverge de celui des autres copies après l'entrée pour 975.
Le volume, qui inclut également une copie des codes de lois d'Alfred et d'Ine après l'entrée pour 924, est envoyé à Cantorbéry au début du XIe siècle. Durant son passage dans cette ville, le manuscrit reçoit quelques interpolations qui ont nécessité l'effacement de passages du texte. Ces ajouts semblent issus d'une version de la Chronique ayant servi de source au manuscrit E. La mise à jour en langue vernaculaire se poursuit jusqu'à l'entrée pour 1070. Elle est suivie par les Acta Lanfranci, un texte latin qui couvre les événements concernant l'Église survenus entre 1070 et 1093 (soit l'époque de l'archevêque Lanfranc), puis d'une liste de papes et d'archevêques de Cantorbéry à qui les papes ont envoyé le pallium.
Après la dissolution des monastères, le manuscrit est acquis par l'archevêque de Cantorbéry Matthew Parker, d'où son appellation de « Chronique de Parker ». À sa mort, en 1575, l'archevêque le lègue au Corpus Christi College, un college de l'université de Cambridge dont il a été le directeur.

### [B] LaChronique d'Abingdon I

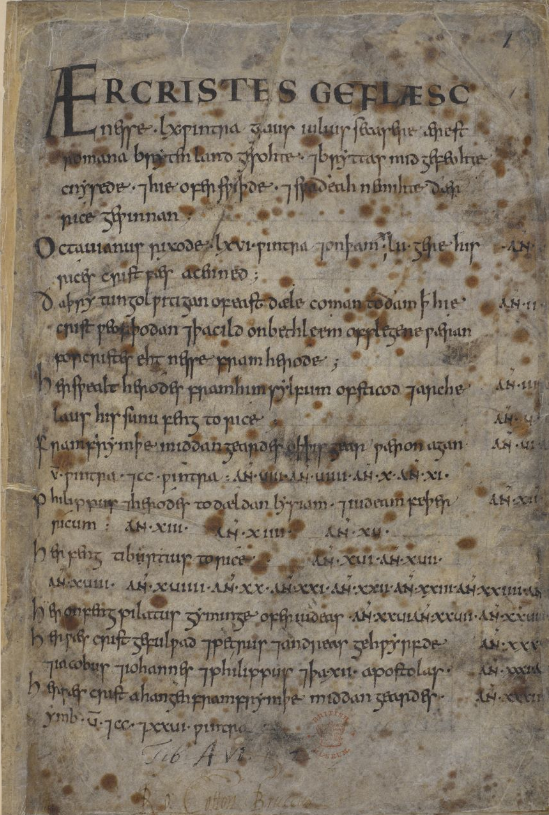
La première page de la version B.

La version B occupe les folios 1 à 34 du manuscrit Cotton Tiberius A.vi de la British Library. Rédigée par un seul scribe dans la deuxième moitié du Xe siècle, ses annales couvrent la période entre 60 av. J.-C. et 977. Elle était précédée d'une introduction généalogique similaire à celle de A, mais complétée jusqu'à Édouard le Martyr, qui en a été séparée et constitue aujourd'hui un manuscrit distinct, également conservé à la British Library sous sa propre cote (MS Cotton Tiberius Aiii, f. 178).

Étant donné qu'elle a servi de source à la version C, B se trouvait nécessairement à l'abbaye d'Abingdon au milieu du XIe siècle. Elle est envoyée à Cantorbéry peu de temps après, où elle reçoit divers ajouts et corrections. Comme A, elle s'achève sur une liste de papes et d'archevêques de Cantorbéry ayant reçu le pallium jusqu'à Anselme, archevêque de 1093 à 1109. 

### [C] LaChronique d'Abingdon II

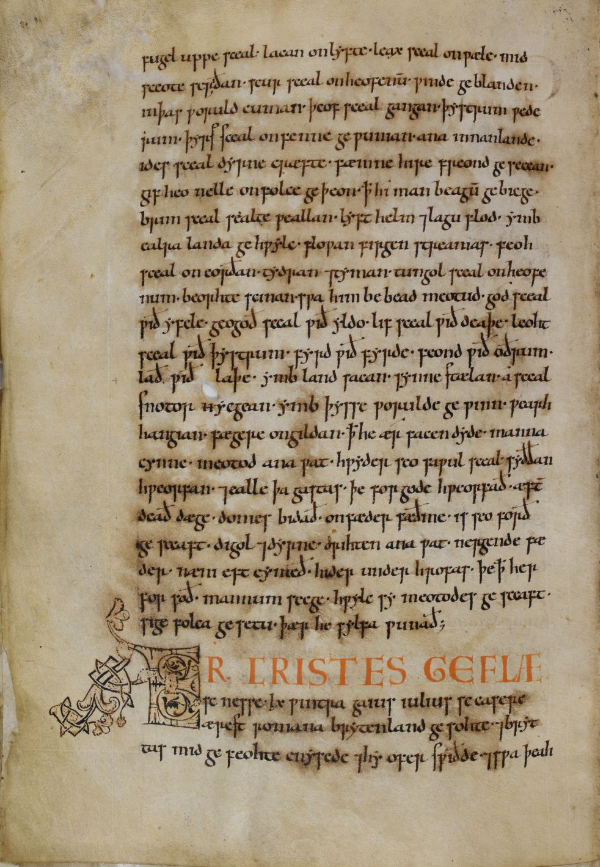
La version C de la Chronique débute au bas d'une page du manuscrit Cotton Tiberius B.i.

La version C occupe les folios 115v à 164 du manuscrit Cotton Tiberius B.i de la British Library. Cette copie, produite à l'abbaye d'Abingdon vers le milieu du XIe siècle, inclut des informations provenant d'annales locales. Le manuscrit contient également une traduction en vieil anglais de l'histoire du monde d'Orose, suivie d'un ménologe et de quelques vers sur les lois du monde naturel et de l'humanité. C'est seulement après que débute la copie de la Chronique, qui commence en 60 av. J.-C. Le premier scribe a copié les annales jusqu'à l'entrée pour 490, puis un second a pris le relais jusqu'à l'entrée pour 1048.

Les versions B et C sont identiques entre 491 et 652, mais des différences plus loin montrent clairement que le second scribe avait une autre copie de la Chronique à sa disposition. Après l'entrée pour 915, il a inséré dans son texte le « Registre mercien » (Mercian Register), une série d'annales couvrant la période de 902 à 924 qui s'intéresse principalement aux faits et gestes d'Æthelflæd, la souveraine de Mercie. Le manuscrit s'achève sur une page déchirée au milieu du récit de la bataille de Stamford Bridge (1066). Quelques lignes ont été ajoutées au XIIe siècle pour compléter la description de l'affrontement. 

### [D] LaChronique de Worcester

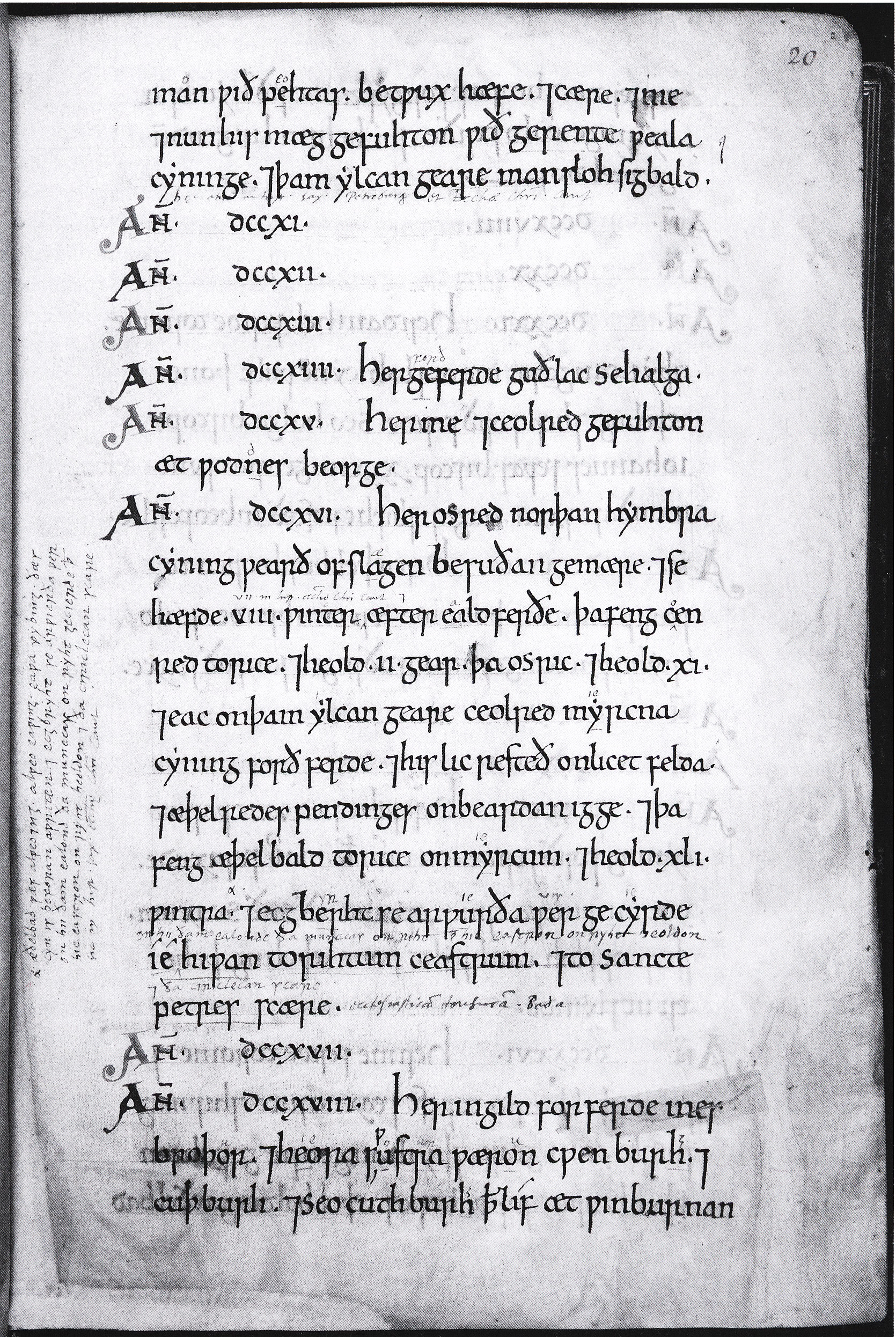
Page des annales pour 710-718 du manuscrit D. Des annotations de John Joscelyn sont visibles dans la marge.

La version D occupe les folios 3 à 86 du manuscrit Cotton MS Tiberius B.iv de la British Library. Sa rédaction semble avoir eu lieu au milieu du XIe siècle. Après 1033, elle présente quelques informations concernant spécifiquement Worcester, ce qui pourrait indiquer qu'elle a été composée dans cette ville. Cinq scribes différents peuvent être identifiés jusqu'à l'entrée pour 1054. Après cette date, les annales semblent avoir été ajoutées ponctuellement. Le texte inclut des informations tirées de l'Histoire ecclésiastique du peuple anglais de Bède le Vénérable et d'un ensemble d'annales composées en Northumbrie au VIIIe siècle. Certaines entrées de D pourraient être l'œuvre de Wulfstan (II), archevêque d'York de 1002 à 1023.
La version D contient plus d'informations sur les affaires du Nord de l'Angleterre et de l'Écosse que les autres manuscrits. Cette version pourrait avoir été destinée à la cour écossaise, qui se trouve à la fin du XIe siècle en plein processus d'anglicisation sous le règne de Malcolm III et de son épouse, la princesse anglaise Marguerite. La présence d'une version « nordique » de la Chronique à Worcester s'explique par le fait que les sièges épiscopaux de York et de Worcester ont été occupés par les mêmes personnes entre 972 et 1016 : d'abord Oswald, puis Ealdwulf à partir de 992 et Wulfstan à partir de 1003.

Plusieurs pages du manuscrit manquent. Leur disparition peut être datée d'avant le XVIe siècle, période à laquelle dix-huit pages contenant des entrées de remplacement tirées d'autres sources pour la période 262 à 633 ont été insérées à l'intérieur du texte. Ces pages ont été rédigées par John Joscelyn, le secrétaire de Matthew Parker. 

### [E] LaChronique de Peterborough
La version E occupe l'intégralité du manuscrit Laud 636 de la bibliothèque Bodléienne, à l'université d'Oxford. C'est la plus tardive de toutes : sa rédaction débute dans le premier quart du XIIe siècle et se poursuit jusqu'en 1154. Sa création est peut-être liée à l'incendie qui ravage l'abbaye de Peterborough en 1116. Ce sinistre détruit une bonne partie du monastère, et la copie de la Chronique qui y était conservée a peut-être subi le même sort, nécessitant la production d'une nouvelle copie. Le texte est apparemment copié d'une version kentique, sans doute issue de Cantorbéry. Cette copie, aujourd'hui perdue, devait être similaire à D, mais pas identique, comme le prouve l'absence dans E du « Registre mercien » et du poème célébrant la bataille de Brunanburh.
La version E est rédigée d'une traite jusqu'à l'entrée pour 1121 par un premier scribe, qui ajoute des informations concernant Peterborough absentes des autres versions de la Chronique. Il continue à tenir à jour ponctuellement le manuscrit jusqu'en 1131, date à laquelle il s'interrompt après avoir rédigé une prière pour sa communauté. Un second scribe reprend le flambeau en 1154 en rédigeant les annales des années intermédiaires, sans faire preuve d'une grande rigueur dans la datation des événements qu'il relate. Ses écrits sont l'un des plus anciens exemples connus de moyen anglais.
En 1566, un antiquaire mentionne une « histoire saxonne de l'église de Peterborowe » qui n'est autre que ce manuscrit. Il passe par la suite entre les mains de l'archevêque de Cantorbéry William Laud (1573-1645), d'où son autre nom de « Chronique de Laud ». Entre-temps, le manuscrit a également figuré dans les collections de William Camden et William L'Isle (en). C'est vraisemblablement par l'entremise de L'Isle que William Laud a acquis le manuscrit.

### [F] L'Épitomé bilingue de Cantorbéry

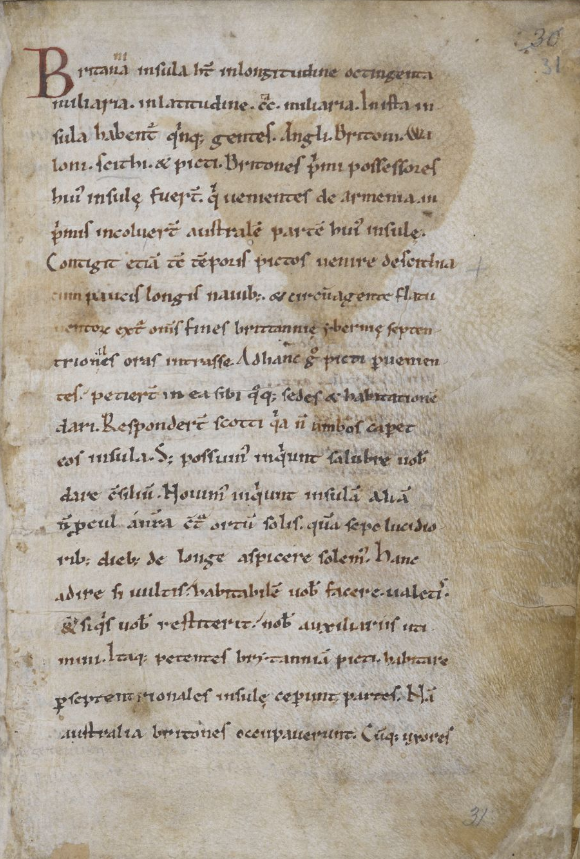
La première page de la version F.

La version F occupe les folios 30 à 70 du manuscrit Cotton MS Domitian A.viii de la British Library. Il s'agit d'une copie de la Chronique réalisée au prieuré de Christ Church, à Cantorbéry, vers 1100. Son auteur est probablement l'un des responsables des interpolations apportées à A.
Cette version est écrite en vieil anglais et en latin : chaque entrée en vieil anglais est suivie de sa traduction latine. La version copiée par le scribe est similaire à celle ayant servi de source à E, bien qu'il semble s'agir d'une version abrégée. L'introduction de F est identique à celle de D, et c'est la seule avec E à omettre le poème sur la bataille de Brunanburh.
Le manuscrit contient de nombreuses annotations interlinéaires, certaines de la plume du scribe original et d'autres issues d'auteurs ultérieurs, parmi lesquels l'érudit du XVIe siècle Robert Talbot.

### [G] Copie de laChronique de Winchester
La version G est une copie de A (d'où son autre nom [A²], donné par Albert Hugh Smith) réalisée à Winchester avant que A ne soit envoyé à Cantorbéry. La dernière entrée copiée est celle pour l'année 1001, qui marque donc la date la plus ancienne à laquelle peut remonter ce manuscrit. Une liste épiscopale présente en appendice suggère qu'il a été rédigé avant 1013-1014.
Ce manuscrit a été presque entièrement détruit en 1731, lors de l'incendie d'Ashburnham House, le manoir londonien où était conservée la collection Cotton. Des 34 pages du manuscrit original, il n'en subsiste que sept, les folios 39 à 47. Son contenu n'est pas totalement perdu grâce à la transcription réalisée au XVIe siècle par Laurence Nowell, dont Abraham Wheloc s'est servi pour son édition de la Chronique imprimée en 1643. C'est pourquoi cette version est également appelée [W], comme Wheloc.

### [H]Fragment cottonien
Le manuscrit Cotton Domitian A.ix de la British Library est constitué d'une seule feuille comprenant les annales pour 1113 et 1114. Dans la mesure où la deuxième annale inclut la phrase « il vint à Winchester », il est possible que le manuscrit dont provient cette feuille ait été produit à Winchester lui aussi. Ce fragment est trop bref pour qu'il soit possible de le situer par rapport aux autres versions de la Chronique.
Le texte de la version H est publié pour la première fois par le philologue allemand Julius Zupitza dans la revue scientifique Anglia (en) en 1878.

### [I]Chronique de la table de Pâques
Le manuscrit Cotton Caligula A.xv de la British Library, très endommagé par le feu, contient quelques entrées de la Chronique dans ses folios 133 à 137. C'est un manuscrit très éclectique, qui comprend également des notes sur des charmes, le calcul des dates de fêtes chrétiennes et des annales concernant Christ Church. La plupart des entrées de la Chronique se rapportent également à Christ Church. Elles sont en anglais jusqu'en 1109 (décès d'Anselme), puis toutes les suivantes sont en latin, sauf une. Une partie de I a été rédigée par un scribe peu après 1073, avec la même encre et la même écriture que le reste du manuscrit. Après 1085, les annales ont été rédigées par divers scribes au moment des faits qu'elles décrivent. L'entrée d'origine concernant la conquête normande de l'Angleterre indique simplement « Her forðferde eadward kyng » ; par la suite, un autre scribe a ajouté « 7 her com willelm ». Le manuscrit est resté un certain temps à l'abbaye Saint-Augustin de Cantorbéry.

### Manuscrits perdus
- Un catalogue de la bibliothèque de Durham mentionne deux manuscrits sous le nom de cronica duo Anglica.
- La donation de Matthew Parker à l'université de Cambridge comprenait un manuscrit intitulé Hist. Angliæ Saxonica (MS. Hh.1.10), mais il a perdu 52 feuilles, dont l'intégralité de sa version de la Chronique[27].

## Relations entre les manuscrits
- La « souche commune » alfrédienne
  - Copie de la souche commune
 avec décalage entre 756 et 845
    - Copie de la souche commune
 avec oubli d'une phrase sous 885
      - Manuscrit A
        - Manuscrit G

      - Copie de la souche commune
 avec contenu supplémentaire sous 883
        - Archétype de B et C
          - Manuscrit B
          - Manuscrit C

        - La « recension nordique »
(probablement York)
          - Archétype de D, E et F
(Worcester ou York ?)
            - Manuscrit D
            - Archétype de E et F
(Cantorbéry ?)
              - Manuscrit E
              - Manuscrit F

      - Histoire du roi d'Alfred d'Asser

    - Chronicon d'Æthelweard

  - Annales de St Neots

Bien que tous les manuscrits aient vraisemblablement une source commune, les relations qui les unissent sont plus complexes qu'une simple transmission par copie. Voici un résumé des relations connues :
- G est une copie de A réalisée à Winchester, probablement entre 1001 et 1013 ;
- B a servi de source à C, compilée à Abingdon au milieu du XIe siècle, mais l'auteur de C avait également accès à une autre version qui n'a pas subsisté ;
- D inclut des informations tirées de l'Histoire ecclésiastique du peuple anglais de Bède le Vénérable, ainsi que d'un ensemble d'annales northumbriennes du VIIIe siècle. Il s'agit vraisemblablement d'une copie d'une version nordique qui n'a pas subsisté ;
- E semble par endroits issu des mêmes sources que D, mais il lui manque certains ajouts présents dans D, comme le « Registre mercien ». Il semble avoir été élaboré à partir d'une version originaire du Kent, probablement de Cantorbéry ;
- F semble inclure des éléments de la même version qui a servi pour E.

L'Histoire du roi Alfred d'Asser, écrite en 893, inclut une traduction des entrées de 849 à 887 de la Chronique. Des manuscrits encore existants, seul A aurait pu exister à cette date, mais le texte d'Asser s'en éloigne en plusieurs points. Il est possible qu'il se soit servi d'une version disparue.
Le chroniqueur Æthelweard produit une traduction latine de la Chronique à la fin du Xe siècle. Sa version provient sans doute de la même branche que A. Par endroits, le texte d'Asser est cohérent avec A et avec Æthelweard, mais il s'oppose à B, C, D et E. Ces quatre manuscrits doivent donc avoir une origine commune.
Entre 1120 et 1140, un auteur inconnu a rédigé à Abingdon une chronique en latin connue sous le nom d'Annales de St Neots. Ce texte inclut des éléments d'une copie de la Chronique, mais il est très difficile de dire laquelle, car l'annaliste s'est montré sélectif dans son usage de ce texte. Il s'agissait peut-être d'une version nordique, ou d'un dérivé latin d'une version nordique.
Tous les manuscrits connus présentent une erreur de chronologie entre les années 756 et 845, mais ce n'est clairement pas le cas de la copie utilisée par le compilateur des Annales de St Neots, qui leur était donc sans doute antérieure. La copie dont disposait Æthelweard présentait l'erreur de chronologie, mais possédait une phrase supplémentaire dans l'entrée pour 855 qui a disparu dans toutes les copies connues. L'erreur de chronologie et la phrase manquante correspondent à deux étapes distinctes du processus de copie, ce qui implique que les manuscrits existants sont, au mieux, des copies de troisième main du manuscrit original.

## Fiabilité
Comme toute source, la Chronique anglo-saxonne nécessite un certain recul. Il lui arrive de comporter des erreurs manifestes, comme la mention d'un certain « Wihtgar » qui aurait donné son nom à l'île de Wight. En réalité, le nom Wight provient du latin Vectis, et ce Wihtgar est selon toute vraisemblance un personnage inventé (soit par la Chronique, soit par sa source) pour fournir une étymologie populaire à l'île.
La datation des événements peut également être problématique. Certaines dates fausses ont été reprises telles quelles par les scribes, tandis que d'autres leur sont directement imputables. Ainsi, dans le manuscrit D, le scribe a oublié d'indiquer l'année 1044 dans la marge de gauche. Par conséquent, toutes les annales qui suivent sont décalées d'une année jusqu'en 1052, qui figure en double. Un problème plus délicat consiste à déterminer le point de départ de chaque année : certaines entrées débutent à Noël (par exemple 1091 dans E), tandis que d'autres semblent commencer au 25 mars (par exemple 1045 dans le manuscrit C) ou même au mois de septembre, suivant le système romain de l'indiction.
La Chronique est parfois considérée comme une œuvre de propagande censée glorifier Alfred le Grand et son royaume, le Wessex. Ce point de vue n'est pas universellement partagé, mais il reste certain que le texte de la Chronique reflète ses origines, comme l'illustre l'entrée pour 829, qui affirme que les habitants de la Northumbrie se soumettent au roi du Wessex Ecgberht lorsqu'il y conduit ses armées. En revanche, les annales northumbriennes préservées par Roger de Wendover indiquent que les armées d'Ecgberht ravagent la région, contraignant le roi Eanred à verser un tribut,.
Comparer entre eux les manuscrits de la Chronique peut révéler les partis-pris de chaque scribe. Sous l'année 1055, on trouve ainsi trois récits différents de l'exil temporaire du comte d'Est-Anglie Ælfgar :
- C : « Le comte Ælfgar, fils du comte Léofric, fut mis hors-la-loi sans faute aucune […] »
- D : « Le comte Ælfgar, fils du comte Léofric, fut mis hors-la-loi presque sans faute aucune […] »
- E : « Le comte Ælfgar fut mis hors-la-loi parce qu'on l'accusait d'être traître au roi et à tout le peuple du pays. Et il l'admit devant tous ceux qui étaient réunis, bien que les mots eussent jailli contre sa volonté. »

Ces trois versions des faits illustrent les opinions divergentes des scribes, mais il est impossible de savoir laquelle reflète le mieux la vérité.
L'omission constitue une autre facette de la faillibilité de la Chronique. En 1058, Ælfgar est à nouveau exilé, mais C et E sont muettes à ce sujet. D est la seule des trois à mentionner le nouvel exil d'Ælfgar et son retour, avec l'aide du souverain gallois Gruffydd, tandis qu'une flotte norvégienne menace le pays. D'après le scribe, « il serait fastidieux de faire un récit complet de la chose », mais les sources irlandaises et galloises permettent d'affirmer qu'il s'agit en réalité d'une attaque à grande échelle menée par le prince Magnus de Norvège, allié avec Gruffydd et Ælfgar. Cet exemple montre qu'il ne faut pas considérer qu'un événement ne s'est pas produit si la Chronique n'en fait pas mention.

## Importance

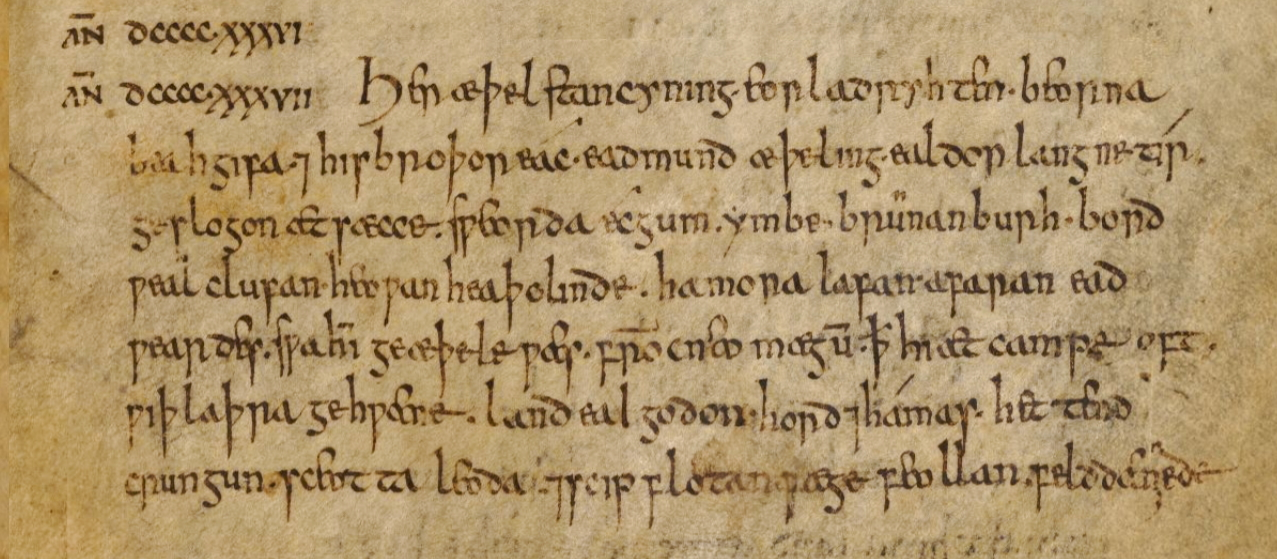
Le début du poème La Bataille de Brunanburh dans le manuscrit A.

Malgré ses faiblesses, la Chronique anglo-saxonne est la principale source d'informations pour l'histoire de l'Angleterre anglo-saxonne. Sans la Chronique et l'Histoire ecclésiastique du peuple anglais de Bède, il serait impossible d'écrire l'histoire des Anglais entre le départ des Romains et la conquête normande. Son importance ne repose pas seulement dans son contenu original, mais aussi dans celui repris de sources plus anciennes qui ont disparu depuis.
Les principaux chroniqueurs de la période anglo-normande ont tous à disposition une copie de la Chronique qu'ils utilisent pour rédiger leurs propres œuvres. À partir de ces dernières, il est possible d'avancer des hypothèses sur l'identité du manuscrit à leur disposition. Jean de Worcester reprend des informations qui ne figurent que dans les manuscrits A et C, mais son récit est également proche de D ; il pourrait avoir eu accès à la version dont D est une copie. La copie employée par Henri de Huntingdon est très semblable au manuscrit E. Il pourrait s'agir soit de ce manuscrit, soit d'une copie de E réalisée avant 1121, date après laquelle les écrits de Henri divergent de la Chronique. Le manuscrit C fait également partie des sources d'Henri. Guillaume de Malmesbury a également accès à un texte proche de E, mais probablement pas E même, puisqu'à son époque, ce manuscrit se trouvait encore à Peterborough. Sa source est donc probablement soit la version dont E est une copie, soit une autre copie de cette version. Il semble n'avoir eu accès ni à C, ni à D. La Chronique sert également de source à des historiens de la fin du Moyen Âge, qui sont eux-mêmes repris par des historiens ultérieurs. C'est ainsi que la Chronique a joué un rôle majeur dans la tradition historiographique anglaise.
L'importance de la Chronique n'est pas d'ordre purement historique. Elle constitue également un témoignage essentiel pour l'histoire de la langue anglaise, grâce à l'utilisation du vieil anglais à la place du latin. Le dernier scribe de la « Chronique de Peterborough », qui écrit en 1154, choisit de rédiger ses annales dans la langue qu'il parle. Il emploie ainsi une forme primitive de moyen anglais qui se distingue du reste du texte, écrit dans un vieil anglais devenu archaïque à son époque.
Enfin, bien que la plupart des annales soient rédigées dans un style laconique, elles ne sont pas dénuées d'intérêt littéraire. Dans certains manuscrits, les annales du Xe et du XIe siècle contiennent en particulier plusieurs poèmes en vers allitératifs célébrant des souverains et leurs réussites, parmi lesquels : 
- sous 937, La Bataille de Brunanburh commémore la victoire de Brunanburh ;
- sous 942, La Prise des Cinq Bourgs célèbre la conquête des Cinq Bourgs par Edmond Ier ;
- sous 973, Le Couronnement d'Edgar salue le sacre du roi Edgar ;
- sous 975, La Mort d'Edgar (en) enregistre plusieurs événements, parmi lesquels le décès d'Edgar ;
- sous 1036, La Mort d'Alfred (en) commémore le décès du prince Alfred Ætheling ;
- sous 1065, La Mort d'Édouard (en) commémore celui du roi Édouard le Confesseur ;
- sous 1086, Le Poème du roi Guillaume (en) fait le bilan du règne de Guillaume le Conquérant.

## Éditions et traductions
En 1692, le juriste et théologien Edmund Gibson publie la Chronicum Saxonicum, l'une des premières éditions de la Chronique. Cette édition, qui présente les textes en latin et en vieil anglais sur deux colonnes en vis-à-vis, fait référence jusqu'au XIXe siècle. Elle est supplantée en 1861 par l'édition de Benjamin Thorpe, qui présente six versions en vis-à-vis, dans des colonnes numérotées de A à F. En 1865, John Earle (en) publie Two of the Saxon Chronicles Parallel, révisé et édité par Charles Plummer (en) en deux volumes en 1892 et 1899. Cette édition présente les manuscrits A et E, ainsi que des passages issus d'autres versions. Elle est très utilisée dans la première moitié du XXe siècle et rééditée jusqu'en 1952. Depuis 1983, une série d'éditions annotées est éditée sous le titre The Anglo-Saxon Chronicle: A Collaborative Edition, chaque volume correspondant à un manuscrit de la Chronique. Certains restent à paraître, dont un consacré à la « version nordique », mais les volumes existants, comme l'édition du manuscrit A par Janet Bately, constituent déjà des références.
La première traduction en anglais moderne publiée de la Chronique anglo-saxonne est celle de l'autodidacte Anna Gurney (en) : A Literal Translation of the Saxon Chronicle. By a Lady in the Country est éditée en 1819. Par modestie, Gurney publie sa traduction de manière anonyme et à un nombre limité d'exemplaires en raison de l'annonce de la publication de la traduction du professeur d'Oxford James Ingram, qui voit le jour quatre ans plus tard, en 1823. La traduction de Gurney est néanmoins saluée par les spécialistes pour sa clarté et sa précision.
Parue en 1996, la traduction de Michael Swanton, The Anglo-Saxon Chronicle, présente les versions A et E en vis-à-vis, avec des variantes et leçons tirées des autres manuscrits. Il existe également une traduction française de la « Chronique de Winchester » par Marie Hoffmann-Hirtz, parue en 1933.